# Qernāq
Qernāq (persiska: قِرناق) är en ort i Iran.   Den ligger i provinsen Golestan, i den norra delen av landet, 400 km nordost om huvudstaden Teheran. Qernāq ligger 486 meter över havet och antalet invånare är 517.
Terrängen runt Qernāq är lite kuperad. Runt Qernāq är det ganska glesbefolkat, med 48 invånare per kvadratkilometer. Närmaste större samhälle är Sūzesh, 17,9 km norr om Qernāq. Trakten runt Qernāq består till största delen av jordbruksmark.